# Хоэль III (герцог Бретани)
Хоэль (Оэль) III (брет. Hoel III a Vreizh, фр. Hoël III de Bretagne; ум. после 1156) — герцог Бретани (титулярный), граф Ренна и граф Нанта с 1148, сын Конана III, герцога Бретани, и Матильды Английской, дочери короля Англии Генриха Боклерка.

## Биография
На смертном одре в 1148 году герцог Конан III отказался признать его своим преемником, обвиняя в незаконности его рождения. Конан III скончался 17 сентября, сделав своим наследником малолетнего внука Конана, сына своей дочери Берты и её первого мужа графа Ричмонда Алена де Пентьевр, сделав его опекуном второго мужа Берты Эда II, графа де Пороэт.
Однако Хоэль титуловал себя герцогом Бретани и графом Нанта, подписываясь на документах герцогом. Вскоре Хоэль был вынужден отказаться от герцогского титула, но сохранил за собой графство Нант. В 1154 году Конан IV, желая править самостоятельно, должен был бороться одновременно с отчимом и Хоэлем. Конан, потерпев первое поражение от Эда 16 декабря 1154 около Резе, укрылся в Англии в Ричмонде.
В 1156 году, Хоэль был изгнан из Бретани, после чего бежал к графу Анжу Жоффруа VI. Дата смерти Хоэля III неизвестна. С его смертью угасла прямая линия Корнуайского дома.